# متلفات عثية

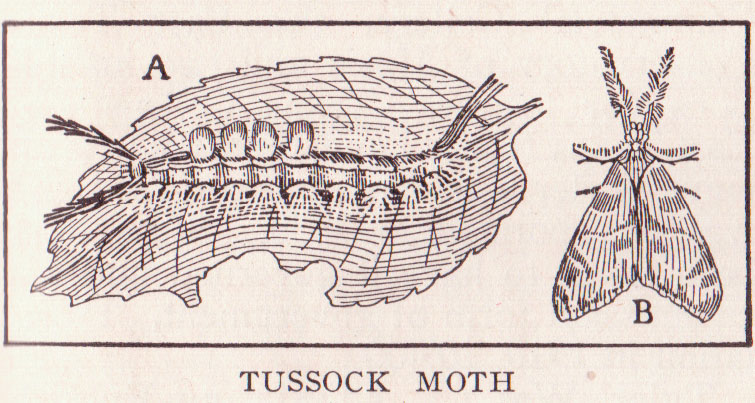
صورة لعثة توسوك (Tussock) عام (1917).

متلفات عثية أو ليمانتريدى (Lymantriidae) هي فصيلة من فصائل العثث. كثير من أنواع هذه الفصيلة يُطلَق عليه «عثث توسوك» (Tussock moths). غالبًا ما تتميز مرحلة اليرقانة أو اليسروع لأنواع تلك الفصيلة بمظهر مميز بسبب وجود شعر كثيف. مثلها مثل الفصائل الأخرى للعثث، تحتوي يرقانة عثة توسوك على شعر خشن (غالبًا يكون متخفي بين الشعر الأطول والأنعم) يسبب ألم إذا حدث احتكاك بينه وبين بالجلد.
تضم فصيلة ليمانتريدى حوالي 350 أجناس معروف وأكثر من 2500 نوع معروف أيضًا يتواجد في جميع أنحاء العالم في كل قارة ماعدا أنتاركتيكا. تتركز هذه الفصيلة بشكل خاص في أفريقيا جنوب الصحراء أو إفريقيا السوداء وفي الهند وفي جنوب شرق أسيا وجنوب أمريكا؛ وبحسب التقدير، يوجد 258 نوع في مدغشقر فقط (سكافر (Schaefer)، 1989). بعيدًا عن الجزر المحيطية، توجد مناطق لا تستضيف عثث فصيلة ليمانتريدى مثل: نيوزيلندا وجزر الأنتيل وكاليدونيا الجديدة (سكافر، 1989).

## الوصف
العثث البالغة من هذه الفصيلة لا تأكل. وألوانها في الغالب هادئة (بني ورمادي)، وبعضها لونه أبيض بالإضافة إلى أن شعرها كثيف. بعض الإناث لا تطير وبعضها لديها أجنحة صغيرة. عادةً ما يوجد شعر كبير في نهاية بطن الإناث. الذكور لديها أعضاء للسمع (tympanal organ) (سكوبل) Scoble)، 1995). وهي في الغالب تنشط ليلاً، ومع ذلك يسجل سكافر (1989) 20 نوعًا مؤكّدًا أنها أنواع نهارية و20 نوعًا آخرين من المحتمل أن يكونوا أنواعًا نهارية (وهذا يتوقف على حجم العين المصغرة).
اليرقات تكون مشعرة أيضًا، حيث يتجمع الشعر غالبًا في خصل؛ وفي أنواع كثيرة، يسهل قطع الشعر بالإضافة إلى أن هذا الشعر مزعج جدًا للجلد (خاصةً بالنسبة لعثث جنس يبريق؛ سكافر، 1989) هذا النظام الدفاعي الفعال يساعد العثة في دورة حياتها حيث يندمج الشعر فيما بعد في الشرنقة، ومنها يتم جمعه وتخزينة بواسطة الأنثى الناشئة على طرف البطن ويُستخدم للتمويه وحماية البيض في مكان وضعه. وفي عثث آخرين، يُغطَى البيض برغوة تتصلب بعد ذلك بفترة قصيرة، أو تقوم الأنثى بالتمويه عن طريق جمع مواد وإضافتها على البيض لتخفيه (سكافر، 1989). في يرقات بعض الأنواع، يتجمع الشعر في خصلات كثيفة على الظهر وهذا سبب إعطاء تلك العثث اسم tussocks أو tussock moths.
لفظ Lymantria يعني «المُلوِث»، تقوم أنواع كثيرة من العثث بتجريد شجر الغابة من أوراقه مثل: عثة الغجر واسمها العلمي Lymantria dispar وعثة عثة توسوك دوجلاس (douglas-fir tussock moth) واسمها العلمي Orgyia pseudotsugata وعثة Nun Moth واسمها العلمي Lymantria monacha. تبحث تلك العثث عن الأماكن ذات النباتات الوفيرة أكثر مما تبحث أغلب عثث قشريات الجناح (Lepidoptera). ويتغذى أغلبها على الأشجار والشجيرات وبعضها على الكرمة والعشب والحشائش والأشنة (سكافر، 1989).

## النظاميات
لا تنقسم هذه الفصيلة عادةً إلى فصائل فرعية، تنقسم فقط إلى قبائل. وهذا يرجع إلى حقيقة أن التنوع وعلم الوراثة العرقي (الفيلوجيني) لفصيلة lymantriids المدارية ليس معروف جيدًا.
الوصف التالي يوضح ما يشير إليه الاسم «ليمانتريدى» بالنسبة للبدائل الحالية المرفوضة الأخرى مثل عائلة Liparidae. ويشرح رسميًا حالة اسم فصيلة ليمانتريدى وبدائله العديدة حتى وقفت البدائل المختلفة في نهاية القرن العشرين:
"Lymantriidae Hampson, [1893], Fauna Br. الهند (عثث) 1 : 432.
كانت من قبل عائلة منفصلة تحت اسم Lariidae Newman عام 1832، Sphinx vespiformis، مقالة: 40، 44 (as Lariae) قائمة على اسم جنس Laria Schrank، 1802، لفظ مجانس لLaria Scopoli، 1763. الاسم الثاني الذي أُطلِق على هذه العائلة هو Liparidae Boisduval عام 1834، Icon. hist. Lepid. nouv. ou peu connus 2 : 134 (as Liparides)، القائم على اسم جنس Liparis Ochsenheimer، 1810، لفظ مجانس لLiparis Scopoli، 1777، ولا اسم من مجموعة أسماء هذه الفصيلة صالح للاستخدام، فجنس النوع في كل حالة هو لفظ مجانس.
الأسماء التالية تم إطلاقها على الفصيلة
(أ) Orgyiidae Wallengren, 1861, K. svenska Fregatten Eugenies Resa . . . C.A. Virgin aren 1851-1853 (Zool.) 1 (10, Lepidoptera): 369 (as Orgyides)، قائم على اسم جنس Orgyia Ochsenheimer، 1810؛
(ب) Dasychiridae Packard، 1864، Proc. ent. Soc. Philad. 3 : 331 (as Dasychirae)، قائم على اسم جنس Dasychira Hübner، [1809]؛
(ج) Lymantriidae Hampson، 1893، 1893, Fauna Br. India (Moths) 1 : 432، قائم على اسم جنس Lymantria Hübner، [1819]؛
(د) Leucomidae Grote، 1895، Mitt. Roemermus. Hildesh. 1 : 3، قائم على اسم جنس Leucoma Hübner، 1822؛
(ج) Lymantriidae Hampson، 1895، 1893, Fauna Br. India (Moths) 169 : 432، قائم على اسم جنس Lymantria Hübner، [1819]؛
(ه) Hypogymnidae Grote، 1896، Mitt Roemermus. Hildesh. 7 : 3، قائم على اسم جنس Hypogymna Billberg، 1820.
من مجموعة أسماء الفصيلة التي توجد في آخر فقرة، اسم Liparidae وهو الاسم الأكثر استخدامًا خلال القرن التاسع عشر؛ والاسمان Orgyiidae وDasychiridae كانا أقل استخدامًا ولم يتسع استخدام أيًا منهما. يُستخدم اسم Orgyiidae في القرن الحالي ليكون مقابل لاسم ليمانتريدى الذي يُستخدَم مئات المرات في العالم. استمر استخدام Liparidae في شمال أمريكا، في أغلب المراجعات الحديثة التي يقوم بها فيرجوسون (Ferguson) على الفصيلة، حتى عام 1978، في Dominick et al. وMoths Am. N. of Mexico 22 (2)، وتم استخدام الاسم ليمانتريدى كاسم للفصيلة.

قدم دي إس فليتشر (D. S. Fletcher) وآي دبليو بي ناي (I. W. B. Nye) ودي سي فيرجوسون (D. C. Ferguson) استمارة إلى اللجنة الدولية للتسمية الحيوانية يطالبون فيها بالحكم على أن اسم الفصيلة ليمانتريدى هامبسون[1893] يُعطَى الصدارة على اسمي الفصيلة الآخرين، Orgyiidae Wallengren. 1861، واسم Dasychiridae Packard، 1864، عندما تم استخدامه للإشارة إلى نفس الفصيلة."
كما ذُكر سابقًا، تم استخدام اسم "Liparidae" من قبل للإشارة إلى الفصيلة بدلاً من الاسم ليمانتريدى، ولكن الآن، يُستخدم «Liparidae» كاسم يشير إلى فصيلة من فصائل الأسماك؛ وطبقًا لمؤتمر التصنيف الحيواني، لابد أن تكون أسماء فصائل الحيوانات فريدة من نوعها، وبالرغم من ذلك يمكن أن تتطابق تلك الأسماء مع أسماء فصائل النباتات.
التصنيف هو علم ديناميكي حديث من قبل Zahiri et al.. (2010), مكان فصيلة «ليمانتريدى» كفصيلة فرعية من الفصيلة الجديدة أربوسية.
تتضمن أجناس صنف غير محدد التي لا تنتمي إلى قبيلة:
- جنس بيرنارا (Birnara)
- جنس سيسيبيا (Cispia)
- جنس لوشرانا (Locharna)
- جنس باربيلسينس (Parapellucens)
- جنس بارافاروا (Parvaroa)
- جنس بسيدورستيا (Pseudarctia)
- جنس ستيفيا (Sitvia)
- جنس تاسميتا (Tamsita)

### أجناس وأنواع مشهورة
- عثة الذيل البني (Brown-tail)، واسمها العلمي Euproctis chrysorrhoea
- عثة الذيل الأصفر (Yellow-tail)، واسمها العلمي Euproctis similis
- عثة الغجر، واسمها العلمي Lymantria dispar
- Nun Moth، واسمها العلمي Lymantria monacha
- عثة توسوك الشاحبة (Pale tussock moth)، واسمها العلمي Calliteara pudibunda
- عثة الصنوبر توسوك (Pine tussock moth)، واسمها العلمي Dasychira plagiata
- عثة الصوف في القطب الشمالي (Arctic woollybear moth)، واسمها العلمي Gynaephora groenlandica
- عثة راستي توسوك (Rusty tussock moth) أو فابورر (Vapourer)، واسمها العلمي Orgyia antiqua
- عثة توسوك الغربية (Western tussock moth)، واسمها العلمي Orgyia vetusta
- عثة توسوك البيضاء (White-marked tussock moth)، واسمها العلمي Orgyia leucostigma
- عثة توسوك دوجلاس (Douglas-fir tussock moth)، واسمها العلمي Orgyia pseudostugata
- عثة الساتان، واسمها العلمي Leucoma salicis
- عثة الكوكايين (Coca moth)، واسمها العلمي Eloria noyesi
- عثة التفاح (Painted apple moth)، واسمها العلمي Teia anartoides
- جنس Rahona